# Burg Hahnenkamm (Bissingen an der Teck)
Die Burg Hahnenkamm ist die Ruine einer Gipfelburg auf 606 m ü. NN südlich des Ortes Bissingen an der Teck im Landkreis Esslingen in Baden-Württemberg.

## Geschichte
Die Burg wurde etwa zwischen 1250 und 1280, durch die Herzöge von Teck erbaut. Sie zählt zu einer Reihe von Satellitenburgen, welche die Herzogsburg auf der Teck zu schützen hatte. 
1297 wird ein Gumpold von Hahnenkamm urkundlich erwähnt.
Die Burg selbst wird erstmals 1303 in einer Verkaufsurkunde genannt. 
Herzog Hermann II. (1282–1315?) verkauft u. a. die Burgen Hahnenkamm und Diepoldsburg an das Haus Habsburg. 
Der Verkauf wird jedoch nicht ausgeführt.
Seit 1326 im Besitz der Grafen von Württemberg, wird die Burg in der Folgezeit zeitweilig verpfändet. 
Bereits im 15. Jahrhundert scheint die Anlage aufgegeben worden zu sein.

## Beschreibung
Heutzutage sind nur noch Teile der 1973 rekonstruierten Umfassungsmauer vorhanden. 